# Bollywood Stars
Bollywood Stars este un canal de televiziune care difuzează filme și seriale clasice indiene. La 17 ianuarie 2012, CNA a aprobat solicitarea de licență prin satelit depusă de societatea ISG TV.
Fața de surorile ei, în urma rebrandului din 2014 Bollywood Clasic si Bollywood HD și-au păstrat numele, doar sigla au schimbat-o.
În urma unui rebrand în 20 mai 2024, Bollywood TV si Bollywood Clasic au schimbat numele intre ele, Bollywood TV devenind Bollywood Clasic iar fostul Bollywood Clasic (2012-2024) a devenit Bollywood TV.
Pe 16 septembrie 2024 a urmat un alt rebrand major in care Bollywood TV a devenit Bollywood Stars. 